# Coupe d'Océanie de football 2004
Navigation
2002 2008
La Coupe d'Océanie de football 2004 est une compétition qui a eu lieu entre le 10 mai et le 12 octobre 2004. Le tour principal ainsi que la finale retour se sont disputés en Australie.
Cette édition a servi également d'éliminatoires à la Coupe du monde de football 2006.
Les deux nations majeures de l'Océanie, l'Australie et la Nouvelle-Zélande étaient qualifiées d'office pour le tour principal.

## Résultats

### Tour préliminaire
Les équipes d'Australie et de Nouvelle-Zélande sont exemptées de tour préliminaire, les dix autres équipes sont réparties en deux groupes de cinq. Les deux premiers de chaque groupe sont qualifiés pour le tour principal.

#### Groupe 1
Le groupe 1 se déroule du 10 au 19 mai 2004 sous la forme d'un championnat où toutes les équipes se rencontrent une fois. Les matchs ont tous lieu au Lawson Tama Stadium de Honiara, la capitale des Îles Salomon. Les Îles Salomon et Tahiti se qualifient pour le tour principal.
| Rang | Équipe             | Pts | J | G | N | P | Bp | Bc | Diff |  | Résultats (▼ dom., ► ext.) |  |     |     |     |     |
| ---- | ------------------ | --- | - | - | - | - | -- | -- | ---- |  | -------------------------- |  | --- | --- | --- | --- |
| 1    | Îles Salomon       | 10  | 4 | 3 | 1 | 0 | 14 | 1  | +13  |  | Îles Salomon               |  | 1-1 | 2-0 | 6-0 | 5-0 |
| 2    | Tahiti             | 8   | 4 | 2 | 2 | 0 | 5  | 1  | +4   |  | Tahiti                     |  |     | 0-0 | 2-0 | 2-0 |
| 3    | Nouvelle-Calédonie | 7   | 4 | 2 | 1 | 1 | 16 | 2  | +14  |  | Nouvelle-Calédonie         |  |     |     | 8-0 | 8-0 |
| 4    | Tonga              | 3   | 4 | 1 | 0 | 3 | 2  | 17 | -15  |  | Tonga                      |  |     |     |     | 2-1 |
| 5    | Îles Cook          | 0   | 4 | 0 | 0 | 4 | 1  | 17 | -16  |  | Îles Cook                  |  |     |     |     |     |

#### Groupe 2
Le groupe 2 se déroule du 10 au 19 mai 2004 sous la forme d'un championnat où toutes les équipes se rencontrent une fois. Les matchs ont tous lieu au National Soccer Stadium de Apia, la capitale des Samoa. Vanuatu et Fidji se qualifient pour le tour principal.
| Rang | Équipe                    | Pts | J | G | N | P | Bp | Bc | Diff |  | Résultats (▼ dom., ► ext.) |  |     |     |     |      |
| ---- | ------------------------- | --- | - | - | - | - | -- | -- | ---- |  | -------------------------- |  | --- | --- | --- | ---- |
| 1    | Vanuatu                   | 10  | 4 | 3 | 1 | 0 | 16 | 2  | +14  |  | Vanuatu                    |  | 3-0 | 1-1 | 3-0 | 9-1  |
| 2    | Fidji                     | 9   | 4 | 3 | 0 | 1 | 19 | 5  | +14  |  | Fidji                      |  |     | 4-2 | 4-0 | 11-0 |
| 3    | Papouasie-Nouvelle-Guinée | 7   | 4 | 2 | 1 | 1 | 17 | 6  | +11  |  | Papouasie-Nouvelle-Guinée  |  |     |     | 4-1 | 10-0 |
| 4    | Samoa                     | 3   | 4 | 1 | 0 | 3 | 5  | 11 | -6   |  | Samoa                      |  |     |     |     | 4-0  |
| 5    | Samoa américaines         | 0   | 4 | 0 | 0 | 4 | 1  | 34 | -33  |  | Samoa américaines          |  |     |     |     |      |

### Tour principal
Les quatre sélections issues du tour préliminaire rejoignent l'Australie et la Nouvelle-Zélande dans un groupe de six équipes. Toutes les équipes se rencontrent une fois. Les matchs ont tous lieu à Adélaïde en Australie, du 29 mai au 6 juin 2004. L'Australie et les Îles Salomon terminent aux deux premières places et s'affrontent à nouveau en octobre 2004 pour l'attribution du titre. Cette finale se joue en deux rencontres. Le match aller se tient sur le terrain du second et le match retour sur le terrain du premier. L'Australie gagne largement les deux manches et remporte ainsi le trophée continental.
| Rang | Équipe           | Pts | J | G | N | P | Bp | Bc | Diff |  | Résultats (▼ dom., ► ext.) |  |     |     |     |      |     |
| ---- | ---------------- | --- | - | - | - | - | -- | -- | ---- |  | -------------------------- |  | --- | --- | --- | ---- | --- |
| 1    | Australie        | 13  | 5 | 4 | 1 | 0 | 21 | 3  | +18  |  | Australie                  |  | 2-2 | 1-0 | 6-1 | 9-0  | 3-0 |
| 2    | Îles Salomon     | 10  | 5 | 3 | 1 | 1 | 9  | 6  | +3   |  | Îles Salomon               |  |     | 0-3 | 2-1 | 4-0  | 1-0 |
| 3    | Nouvelle-Zélande | 9   | 5 | 3 | 0 | 2 | 17 | 5  | +12  |  | Nouvelle-Zélande           |  |     |     | 2-0 | 10-0 | 2-4 |
| 4    | Fidji            | 4   | 5 | 1 | 1 | 3 | 3  | 10 | -7   |  | Fidji                      |  |     |     |     | 0-0  | 1-0 |
| 5    | Tahiti           | 4   | 5 | 1 | 1 | 4 | 2  | 24 | -22  |  | Tahiti                     |  |     |     |     |      | 2-1 |
| 6    | Vanuatu          | 3   | 5 | 1 | 0 | 4 | 5  | 9  | -4   |  | Vanuatu                    |  |     |     |     |      |     |

#### Finale
| 9 octobre 2004 aller | Îles Salomon | 1 - 5 | Australie                                              | Lawson Tama Stadium, Honiara |                           |
|                      | B. Suri 60e  |       | Skoko 5e, 28e · Milicic 19e · Emerton 43e · Elrich 79e | Arbitrage : Peter O'Leary    | Arbitrage : Peter O'Leary |

| 12 octobre 2004 retour | Australie                                                                     | 6 - 0 | Îles Salomon | Stadium Australia, Sydney |                           |
|                        | Milicic 5e · Kewell 8e · Vidmar 60e · Thompson 79e · Elrich 82e · Emerton 89e |       |              | Arbitrage : Leone Rakaroi | Arbitrage : Leone Rakaroi |

## Meilleurs buteurs
6 buts
- Tim Cahill
- Vaughan Coveny

4 buts
- Brett Emerton
- Brent Fisher
- Commins Menapi

## Sources et liens externes
- (en) Feuilles de matchs et infos sur RSSSF